# Жапарова, Айгуль Жапаровна
Айгу́ль Жапа́ровна Жапа́рова (урождённая Асанба́ева; кирг. Айгүл Жапаровна Жапарова; род. 14 ноября 1973, Сан-Таш, Иссык-Кульская область) — супруга действующего президента Кыргызстана Садыра Жапарова. Первая леди Кыргызстана с 28 января 2021 года.

## Биография
Гульнура Жапаровна Асанбаева родилась в селе Сан-Таш Тюпского района Иссык-Кульской области. Её отец много лет работал на золотом руднике Кумтор (место, за национализацию которого будущий муж Асанбаевой Садыр Жапаров много лет боролся).
После школы поступила в медицинское училище в Караколе. Позднее окончила педагогический факультет Киргизского государственного университета имени И. Арабаева.
Согласно интервью в некоторых СМИ, Асанбаева во время «политических гонений на супруга проживала с детьми за рубежом в течение трёх лет». Сообщалось, что она вместе с семьёй жила в России и Польше. Асанбаева рассказывала, что при задержании Жапарова на казахстанско-киргизской границе задержали и сына Рустама, который затем почти полгода содержался в СИЗО. Тогда жена политика обратилась к первой леди Раисе Атамбаевой с просьбой помочь в освобождении сына:

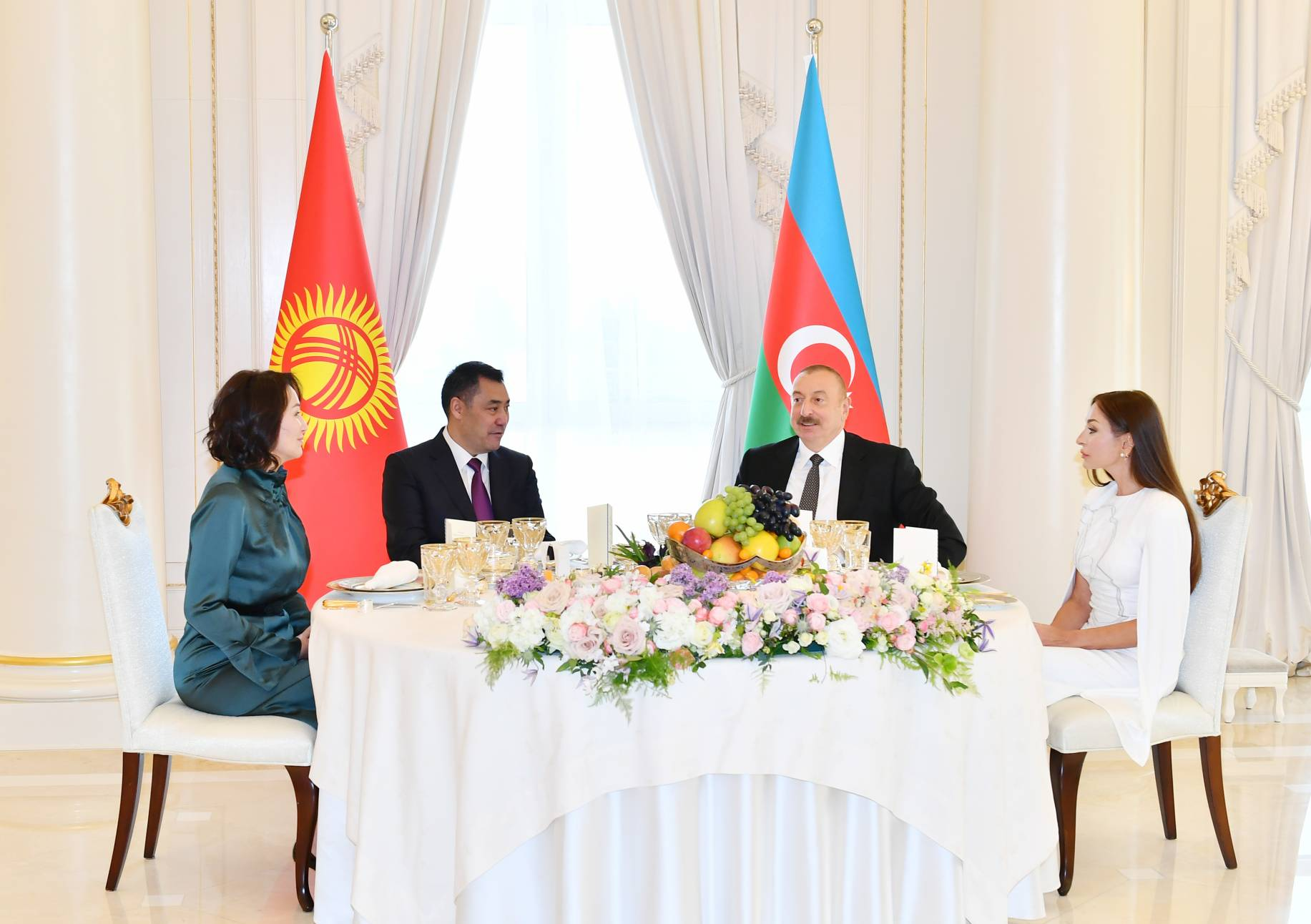
Айгуль Жапарова (крайняя слева) во время визита в Азербайджан 20 апреля 2022 года

Через знакомых я вышла на первую леди и попросила её помочь. Но она ответила, что «не лезет в такие вопросы». Я не говорю, что нужно освобождать всех подряд. Я ведь просила за сына, который, по сути, не совершил ничего противоправного — он просто вышел встретить отца... Не всем дано стать первой леди страны, это знак от Бога, думаю, надо быть милосерднее и добрее.

## Деятельность
Во время отбывания Садыром Жапаровым наказания Айгуль Асанбаева открыто защищала его в СМИ и участвовала в акциях протеста против решения местных властей.
На парламентских выборах 2020 года баллотировалась в депутаты Жогорку Кенеша в рядах партии «Мекенчил» (24-е место в списке). Однако в предвыборном списке политорганизации она значилась под именем Гульнура — именно так Асанбаеву зовут по паспорту. Супруга Жапарова принимала активное участие в агиткампании и ездила по регионам.
Основала общественный фонд «Умут булагы» (кирг. Үмүт булагы), главной целью которого является поддержка матерей и детей Киргизии.
Во время президентства своего мужа она вызвалась помогать волонтёрам в борьбе с пандемией COVID-19 в Киргизии. В июне 2021 года Жапарова присоединилась к своему мужу во время его официального визита в Турцию. В Анкаре Айгуль встретилась с первой леди Турции Эмине Эрдоган.

## Личная жизнь
В ноябре 2020 года в интервью российскому журналу «ОколоПолитики» рассказала, как она познакомилась с Жапаровым, и как он вёл себя до свадьбы. Будущие супруги жили в соседних сёлах и познакомились во время поездки с друзьями на природу. По воспоминаниям Асанбаевой, ей тогда было 18 лет, а Жапарову — 23 года. После трёх лет дружбы они поженились:
Мы с Садыром познакомились совсем молодыми. Скажу вам сразу: он не романтик. Хотя в студенческие годы, когда Садыр был в Бишкеке, а я училась в Караколе, он каждую неделю присылал мне телеграммы с приглашением на телефонные переговоры — тогда это была единственная доступная связь в Советском Союзе. <...> Я помню, как всю неделю ждала, как радостно бежала на телефонный узел. Когда наступал тот самый день, мы иной раз и не знали, о чём говорить, просто слушали голоса друг друга.
По одним сведениям, у супругов пятеро детей, по другим — четверо. Во время очередного интервью на соответствующий вопрос Асанбаева ответила, что у них четверо родных детей, однако они ещё взяли на воспитание Рината — сына младшего брата Садыра Жапарова, который погиб с женой в ДТП. Имена детей: Дастан, Рустам, Ринат, Нурдоолот и Жанайым.
Старший сын пары, Дастан, погиб летом 2020 года: он попал в аварию на мотоцикле и спустя четыре дня скончался в больнице. В 2019 году второй сын Рустам женился, а в следующем году у него родилась дочь Саара.